# Perizoma fatuaria
Perizoma fatuaria là một loài bướm đêm trong họ Geometridae.